# Microserica latefemorata
Microserica latefemorata är en skalbaggsart som beskrevs av Moser 1915. Microserica latefemorata ingår i släktet Microserica och familjen Melolonthidae. Inga underarter finns listade i Catalogue of Life.